# AD Guanacasteca
Asociación Deportiva Guanacasteca – kostarykański klub piłkarski z siedzibą w mieście Nicoya, w prowincji Guanacaste. Występuje w rozgrywkach Primera División. Domowe mecze rozgrywa na obiekcie Estadio Chorotega. Niekiedy określany poprzez skrót ADG.

## Osiągnięcia

### Krajowe
- Copa de Costa Rica

| zwycięstwo (0):     | –    |
| drugie miejsce (1): | 1977 |

## Historia
Klub został założony w styczniu 1973 pod nazwą Nicoya FC na bazie reprezentacji miasta Nicoya, która awansowała wówczas z trzeciej do drugiej ligi kostarykańskiej. Po kilku miesiącach klub zmienił nazwę na AD Guanacasteca, co miało podkreślić związanie zespołu z prowincją Guanacaste.
W 1975 roku drużyna awansowała do pierwszej ligi, zostając tym samym pierwszą w historii drużyną z prowincji Guanacaste w najwyższej klasie rozgrywkowej. Występowała w niej w latach 1976–1978, a następnie 1986–1994, 1995–1996 oraz 2002–2004.
W marcu 1999 Guanacasteca została klubem partnerskim włoskiego AC Perugia, który dokapitalizował drużynę. Współpracę zakończono we wrześniu 2000. W 2001 roku klub zmienił nazwę na SD Guanacasteca.
W 2004 roku klub przeniesiono do stołecznego San José i na jego licencji założono nowy zespół Brujas Escazú, wobec czego Guanacasteca zakończyła działalność.
W 2005 roku drużyna została reaktywowana przez oddolną inicjatywę kibiców, którzy wykupili licencję drugoligowego AD Ciudad Colón za sumę 15 tysięcy dolarów, przenieśli ją do Nicoyi i zmienili nazwę na AD Guanacasteca. W 2021 klub po kilkunastu latach przerwy klub awansował do pierwszej ligi.
Lokalnym rywalem klubu jest Municipal Liberia.